# Slottskällan
Slottskällan är en byggnad i Uppsala uppförd våren 1859 som kallvattenkuranstalt av Lars Georg Dovertie.  Idag inhyser byggnaden kontorslokaler.
Vattenkällan på platsen är känd sedan 1500-talet. Den har gett namn åt Gamla Slottskällans bryggeri.